# Ministère de la Colonisation
Le ministère de la Colonisation est un ancien ministère du gouvernement du Québec, en activité du 8 mai 1888 au 15 août 1973. Il a souvent été jumelé à un autre ministère, le plus souvent celui de l’Agriculture.
Le ministère de la Colonisation était chargé de l’ouverture des terres agricoles. Dans le cadre d’une politique visant à dissuader les habitants du Québec de migrer vers les villes américaines, la mission du ministère était de faciliter leur installation en réduisant les difficultés liées au développement des terres en friche.

## Historique

### Contexte
Vers le milieu du 19e siècle, la vallée du Saint-Laurent est presque entièrement occupée. Les cultivateurs à la recherche de terres doivent se tourner vers les régions périphériques, moins hospitalières, plus éloignées des grands centres et moins propices à l’agriculture. Plutôt que de se lancer dans une entreprise difficile et risquée, plusieurs fils d’agriculteurs choisissent de migrer vers les États-Unis afin d’être embauchés comme ouvriers dans les manufactures. L’ouverture des terres nouvelles est alors présentée comme le remède à cet exode des Canadiens français. Le clergé catholique fait de la colonisation une œuvre nationale, une façon pour les Canadiens français d’occuper le territoire et donc d’assurer leur survivance sur un continent dominé par les protestants anglo-saxons.

Le développement des terres nouvelles est une entreprise difficile en raison du climat rigoureux, de la mauvaise qualité du sol et de l’éloignement géographique. L’intervention de l’État apparaît vite comme une nécessité. Dès la première session de l’Assemblée législative au lendemain de la Confédération, le député libéral Félix-Gabriel Marchand de Saint-Jean critique le manque de soutien dont bénéficient les colons :

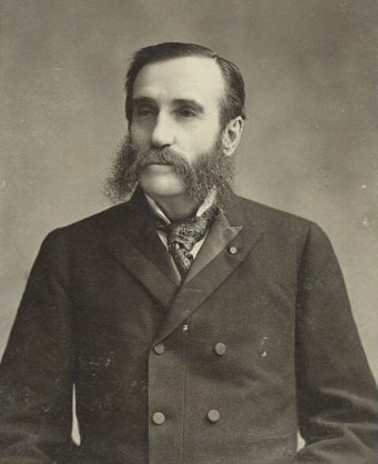
Félix-Gabriel Marchand, premier ministre du Québec de 1897 à 1900

«On a abandonné le pauvre colon à toutes les privations imaginables. Il a été non seulement laissé à ses propres ressources, mais aucune protection ne lui a été offerte contre les exactions des grands propriétaires, et le gouvernement lui-même au lieu de lui procurer les facilités qu'il avait raison d'en attendre, a, dans plusieurs circonstances, contribué à sa ruine. On a vu dans maintes occasions, des malheureux défricheurs, après plusieurs années de travaux pénibles, après avoir enduré toutes les privations, pour procurer à leurs familles, souvent nombreuses, les premières nécessités de la vie, forcés de délaisser les propriétés qu'ils avaient mises en valeur au prix de mille sacrifices, et prendre de désespoir la route de l'exil.»
La colonisation est un enjeu politique important au point de diviser les partis. Alors que leur propre parti est au pouvoir, les députés conservateurs sont nombreux à reprocher au gouvernement de négliger l’aide aux colons dans leur région respective. Chacun réclame la part du lion pour ses commettants. À l’inverse, certains députés représentant des comtés urbains demandent au gouvernement d’investir davantage dans les municipalités déjà existantes plutôt que de chercher à ouvrir de nouvelles terres.
Les colons sont souvent réduits à une agriculture de subsistance et sont contraints de travailler pour les exploitants forestiers afin d’obtenir un revenu d’appoint. En l’absence de marché à proximité, les seuls clients dont disposent les agriculteurs pour écouler leur surplus sont les chantiers de coupe du bois. Les colons se trouvent donc dans une situation de dépendance vis-à-vis des compagnies forestières. Lorsque celles-ci quittent une région après l’avoir exploitée à pleine capacité, les colons doivent suivre, ce qui empêche un développement à long terme.
Prise en charge par le clergé, la colonisation n’obtient qu’un succès modeste. Environ 1 000 nouveaux colons s’établissent sur des terres chaque année dans la deuxième moitié du 19e siècle. Les Québécois quittant leur région pour les États-Unis sont beaucoup plus nombreux. On estime à 325 000 le nombre de Canadiens français ayant quitté la province de Québec pour aller s’installer de façon permanente dans les villes américaines entre 1860 et 1900.

### La création du ministère

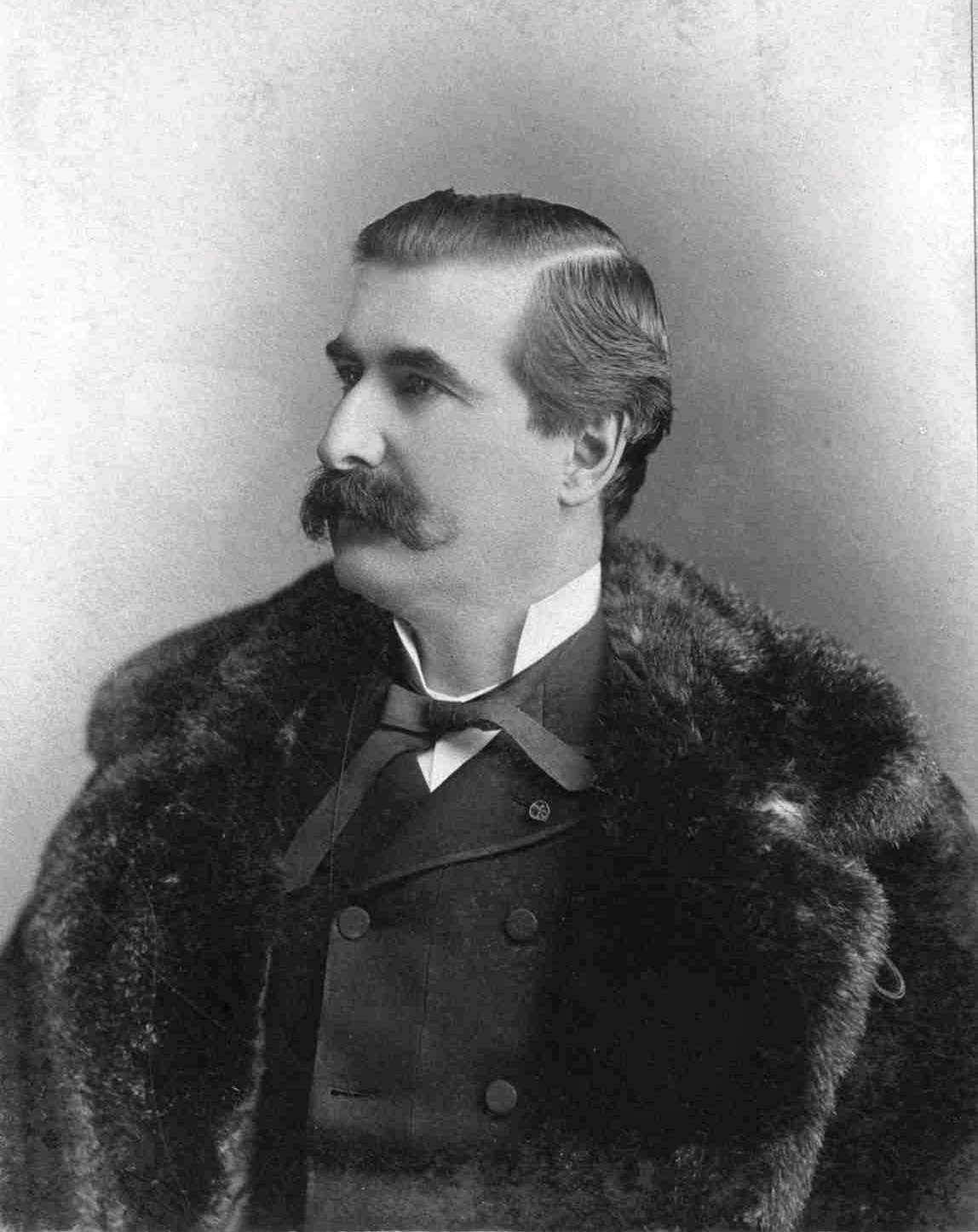
Honoré Mercier, premier ministre du Québec de 1887 à 1892, est le premier titulaire du ministère de la Colonisation.

Le 29 janvier 1887, Honoré Mercier devient premier ministre du Québec en dirigeant une coalition baptisée le Parti national. Survenant au lendemain de la pendaison de Louis Riel, la campagne électorale de 1886 est marquée par un discours nationaliste. Mercier accorde beaucoup d’importance à la cause de la survivance nationale des Canadiens français et à la nécessité pour ces derniers d’occuper leur territoire. C’est dans ce contexte qu’est créée le 8 mai 1888 la fonction de commissaire à l’Agriculture et à la Colonisation. Depuis la Confédération, le commissaire à l’Agriculture détenait également le portefeuille ministériel des Travaux publics et était donc responsable de la construction et de l’entretien des chemins de fer. C’est une charge considérable qui empêche son titulaire d’accorder son attention aux questions agricoles. Les Travaux publics seront désormais une charge séparée et l’Agriculture sera jumelée à la Colonisation,.
Honoré Mercier prend lui-même la responsabilité du commissariat à l’Agriculture et à la Colonisation. L’abbé Antoine Labelle, curé de Saint-Jérôme, est nommé assistant-commissaire. Il est le premier prêtre à occuper un poste de sous-ministre dans la province de Québec. Le curé Labelle s’est fait connaître par son implication dans la cause de la colonisation du nord de la province et semble un choix tout désigné aux yeux du premier ministre et des observateurs.

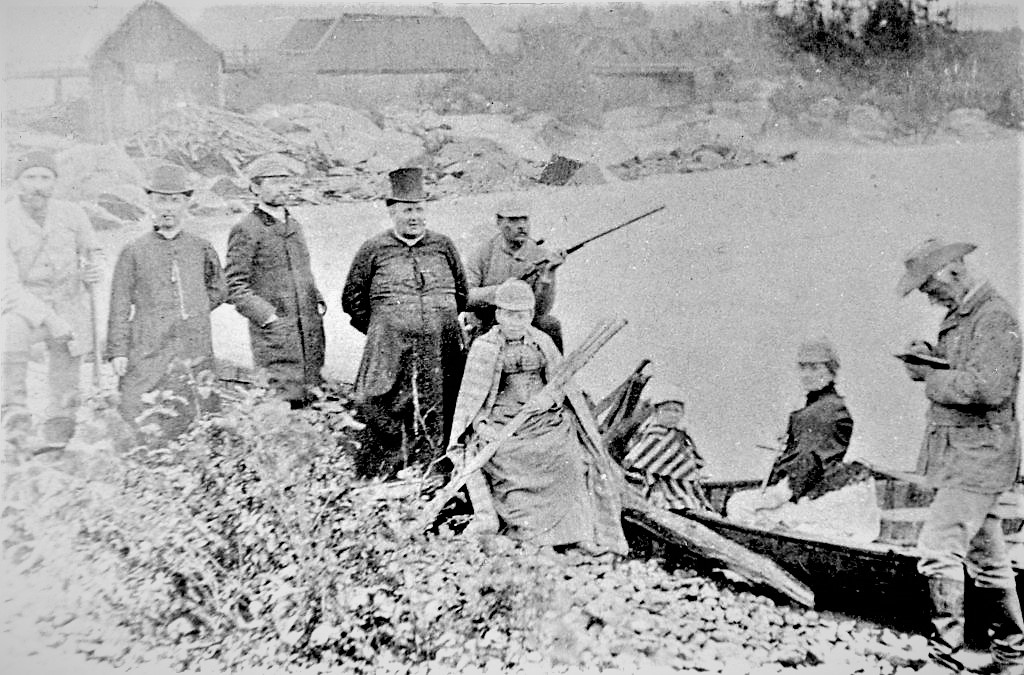
Expédition du curé Labelle à Chute-aux-Iroquois (Labelle) en 1889.

Le curé Labelle nomme Joseph Michaud agent de rapatriement des Canadiens français et l’envoie en mission en Nouvelle-Angleterre pour évaluer les conditions dans lesquelles les expatriés reviendraient s’installer au Québec. Le rapport Michaud, qui vante l’attachement des francophones exilés en Nouvelle-Angleterre pour leur pays d’adoption, pousse le gouvernement à abandonner l’idée d’offrir un traitement de faveur pour rapatrier les Canadiens français au pays. La mission du ministère sera plutôt de dissuader les Canadiens français d’émigrer aux États-Unis et de favoriser une immigration de colons français ou belges.
La plus importante responsabilité du ministère de la Colonisation est l’ouverture des routes ainsi que leur entretien afin de relier les terres aux villes et villages. Le ministère subventionne également les sociétés de colonisation, qui doivent structurer et distribuer les terres qui lui sont concédées. Une aide financière est accordée aux hommes cherchant à immigrer au Canada et à s’installer comme colons au Québec. Finalement, le ministère assure la diffusion de la publicité encourageant les habitants des villes à aller s’établir sur les terres de colonisation.

### Les chevauchements administratifs
De sa création en 1888 jusqu’à son abolition en 1973, le portefeuille de la Colonisation est généralement jumelé à un autre. Le premier ministre de la Colonisation, Honoré Mercier, est également ministre de l’Agriculture. Tour à tour, ses successeurs détiendront également les portefeuilles des Mines, des Travaux publics et des Pêcheries.
En 1901, le portefeuille de la Colonisation est séparé de celui de l’Agriculture par le gouvernement libéral de Simon-Napoléon Parent dans une logique de rationalisation administrative. Les seules dépenses importantes relevant du commissaire à la Colonisation sont la construction de ponts et de routes, ce qui signifie un chevauchement administratif avec le ministère des Travaux publics. Parent choisit donc de fusionner les deux portefeuilles et rétablit ainsi la situation qui prévalait avant la création du ministère par Honoré Mercier.

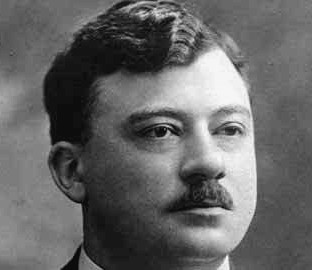
Irénée Vautrin est ministre de la Colonisation de 1934 à 1936.

Ce n’est qu’en 1934 que le premier ministre Louis-Alexandre Taschereau nomme un ministre exclusivement consacré à la Colonisation, Irénée Vautrin. Dans un effort de rationalisation budgétaire, Adélard Godbout fusionne à nouveau le ministère de la Colonisation avec celui de l’Agriculture en 1939, portefeuilles qu’il s’attribue à lui-même. En 1942, dans le but d’alléger la tâche de ses ministres et de satisfaire les députés libéraux insatisfaits de se voir priver de possibilités d’avancement, Godbout scinde les ministères jumelés et accorde le portefeuille de la colonisation à son collègue Cléophas Bastien. La mort de ce dernier conduit Godbout à jumeler à nouveau les deux ministères sous sa propre responsabilité. Joseph-Damase Bégin, ministre de la Colonisation de 1944 à 1960, est le dernier à occuper ce portefeuille de manière exclusive. De 1960 à son abolition, les ministres de la Colonisation seront également ministres de l’Agriculture.

### Les entreprises étrangères
En 1888, le premier ministre Honoré Mercier et le curé Labelle entrent en contact avec Herreboudt de Laet, un financier belge cherchant à faire l’acquisition de terres près de la baie des Chaleurs pour y installer des émigrants de son pays. Malgré l’intérêt que représente l’installation d’une population européenne francophone, Mercier et ses ministres considèrent que les conditions demandées par le promoteur sont irrecevables. Le mécène réclame notamment que la société qu’il mettra sur pied conserve des tarifs préférentiels pour toute acquisition de terres. Le curé Labelle met fin à sa correspondance avec Herreboudt de Laet et le projet n’aura pas de suite, les aventuriers belges préférant aller tenter leur chance au Congo.
Le gouvernement du Québec se laisse à nouveau tenter par une entreprise belge en 1906, lorsqu’un soi-disant baron de l’Épine cherche à acheter des terres pour y installer des cultivateurs de son pays. Il s’agit en réalité d’une entreprise de spéculation, les terres convoitées se trouvant sur le tracé du chemin de fer du Grand Tronc. Les plans du baron sont contrecarrés et le spéculateur éconduit se venge en attaquant la réputation du ministre de la Colonisation, Jean Prévost. Il l’accuse de corruption, de détournement de fonds et d’avoir « ruiné à jamais l’émigration belge vers la province». Les accusations du soi-disant baron (son titre n’a jamais pu être confirmé) sont reprises par les journaux opposés au gouvernement. Prévost quitte son ministère, officiellement pour laver sa réputation et poursuivre en diffamation ceux qui l’ont sali, officieusement parce qu’il ne parvenait pas à s’entendre avec le premier ministre Lomer Gouin sur la politique de colonisation. Le ministère ne se liera plus à des particuliers belges après cet épisode.

### Succès et déclin

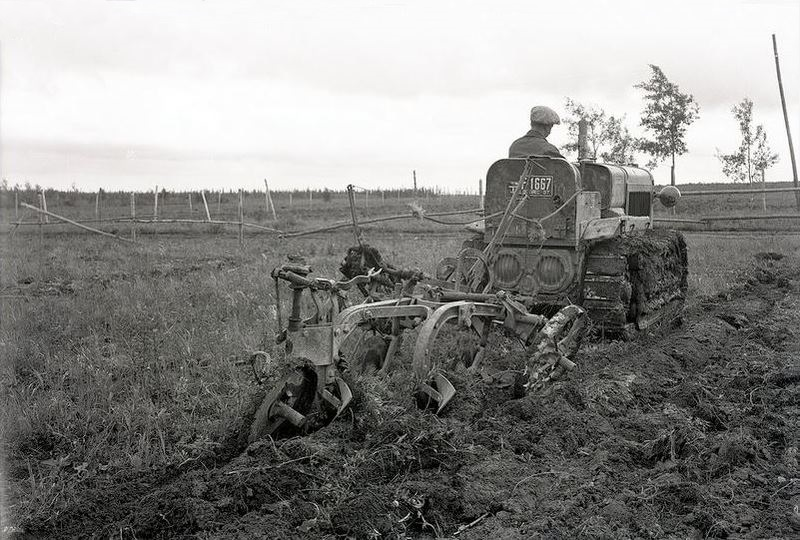
Un colon défriche sa terre en Abitibi à l'aide d'un bulldozer en 1937.

La colonisation ne parvient pas à mettre fin à l’exode des Canadiens français vers les États-Unis, mais joue un rôle indéniable dans la mise en valeur du territoire. La politique de chemin de fer du gouvernement provincial est orientée en fonction des besoins de la colonisation. L’État finance des lignes régionales comme le chemin de fer de la baie des Chaleurs et celui Québec – Lac Saint-Jean. La colonisation permet le développement des régions du Lac Saint-Jean, de l’Outaouais, du Témiscamingue, du Bas-Saint-Laurent et de la Gaspésie. La construction du chemin de fer National Transcontinental dans les années 1910 permet l’accès à l’Abitibi, dernière région de colonisation.
À partir de 1923, des primes au défrichement s’ajoutent aux incitatifs à la colonisation. La colonisation est pourtant considérée par le gouvernement du Québec comme une cause perdue. La majorité de la population est désormais urbaine et la migration des campagnes vers la ville se poursuit. Bien que le discours officiel persiste à présenter la vie agricole comme l'idéal canadien-français, le Québec est en plein essor industriel et on ne perçoit plus l’agriculture comme une source de développement. Malgré la prospérité des années d’après-guerre, qui a créé une demande sans précédent en matière d’aliments, de bois et de travailleurs saisonniers, la plupart des nouveaux établissements agricoles ne sont pas parvenus à prospérer.

### Regain de popularité pendant la crise économique
La Grande Dépression cause un nouvel engouement pour la colonisation, non seulement au Québec mais au Canada tout entier. Le retour à la terre est présenté comme la solution miracle au chômage historique qui frappe le pays. Les gouvernements fédéral et provinciaux refusent d’associer la responsabilité des pertes d’emploi au système économique. L’idéologie du retour à la terre permet de présenter le chômage comme une responsabilité individuelle : les ruraux ont eux-mêmes causé leur malheur et celui de leurs enfants en choisissant de migrer vers la ville. En abandonnant l'usine au profit de la ferme, l'habitant redevient son propre maître et participe à l'enrichissement collectif. Au Québec, les nationalistes considèrent toujours l’agriculture comme la vocation naturelle des Canadiens français. La colonisation est plus que jamais considérée par le gouvernement comme un puissant instrument de propagande.
En 1932, le gouvernement du Canada se lance à son tour dans l’entreprise de la colonisation. Le ministre du Travail Wesley Ashton Gordon met en place des mesures incitatives pour encourager les chômeurs à se tourner vers l’agriculture, ce qu'on appelle le « plan Gordon ». Une aide financière est offerte aux familles vivant des secours directs pour s’installer sur des terres de colonisation.
Bien que le plan Gordon ait conduit à la construction de sept nouvelles paroisses rurales au Témiscamingue et en Abitibi, l’entreprise est un échec. Une fois sur place, les colons réalisent qu’ils ne possèdent pas les compétences techniques nécessaires pour s’improviser cultivateurs. Ils ne peuvent pas non plus compter sur les papetières pour les employer, l’économie du papier ayant été durement affectée par la crise. La plupart des colons retournent s’installer en ville tandis que ceux qui restent dépendent entièrement des secours du gouvernement.

En 1934, le gouvernement Taschereau fait d’Irénée Vautrin le premier ministre entièrement dévoué à la colonisation. Le nouveau ministre présente ainsi la mission de son nouveau ministère :
«Les mesures qui, dans d'autres pays, peuvent être appliquées pour remédier au chômage ne sauraient être adoptées chez nous, dans un pays vaste comme le nôtre où, les éléments et les facteurs de survivance économique ne sont pas les mêmes. [...] Nous devons créer du travail, puisque les conditions économiques ne le provoquent pas normalement. Or, le plus beau travail et le plus pratique, c'est celui que nous exécuterons sur le sol inépuisable de notre province. Nous posons donc en principe que l'État doit créer ce travail.»
La politique du nouveau ministre est surnommée le « plan Vautrin », à l’image du plan Gordon. Plutôt que de simplement accorder une prime aux chômeurs urbains choisissant d’aller s’établir sur des terres agricoles, le plan Vautrin met en place une série de subventions récompensant chaque étape de l’établissement des colons. Les participants sont regroupés dans de nouveaux établissements situés sur des terres achetées aux sociétés forestières afin d’être à proximité des villages déjà viables. Le gouvernement annonce un investissement de dix millions de dollars pour construire les installations nécessaires et subvenir aux besoins des colons. Vautrin organise un congrès de la colonisation qui se révèle un succès en matière de publicité. Les conservateurs québécois convainquent malgré tout le ministre Gordon de ne pas participer au plan Vautrin qui n’est selon eux qu’une tactique électorale libérale. Le projet ne reçoit donc pas l’aide financière du gouvernement fédéral, qui doit normalement financer le tiers des coûts de la colonisation.

### Le Comité des Comptes publics
Au cours de la session parlementaire du printemps 1936, le chef de l’opposition officielle Maurice Duplessis parvient à réunir le comité des comptes publics afin d’examiner les dépenses du gouvernement libéral. Le ministère de la Colonisation est particulièrement mis sous la loupe. Le plan Vautrin a entraîné une augmentation considérable des effectifs et des dépenses. Ces augmentations se justifient en partie par l’ambition du plan, mais l’enquête révèle que le ministère de la Colonisation est devenu un instrument de corruption électorale.
Le sous-ministre Louis-Arthur Richard et les autres fonctionnaires interrogés au comité révèlent que des candidats battus et des organisateurs électoraux ont été rémunérés par le ministère sans jamais fournir de travail. Le ministère s’approvisionne dans une quincaillerie qui appartient à l’organisateur électoral du ministre et achète des quantités démesurées de matériel à des prix exorbitants. Certains députés auraient utilisé l’état de dépendance des colons à l’endroit du gouvernement pour les contraindre à voter pour eux, sous peine de se voir refuser toute contribution financière. Duplessis dénonce les dépenses princières du ministre afin de comparer le train de vie somptueux d’Irénée Vautrin à la misère des colons. Le ministre utilisait sa voiture de fonction pour aller en vacances avec sa famille. Lors de ses voyages d’inspection, il organisait des réceptions à l’hôtel où il séjournait et faisait payer toutes les dépenses par le gouvernement, y compris l’achat de boissons alcoolisées. La dépense la plus dénoncée concerne une paire de pantalons que le ministre Vautrin s’est procurée pour visiter des colons en Abitibi. Cet achat payé par le ministère sera ridiculisé par les observateurs et les « culottes à Vautrin » deviendront un slogan électoral pour l’Union nationale.
En 1936, le gouvernement libéral fédéral et le gouvernement québécois de l’Union nationale parviennent à un accord pour mettre en place un plan commun : le plan Rogers-Auger, du nom du ministre fédéral Norman Rogers et du ministre provincial Henri Lemaître Auger. La nouvelle politique se caractérise par la volonté de consolider les établissements existants plutôt que d’en fonder de nouveaux. La collaboration entre les deux gouvernements permet d’augmenter les différents montants octroyés aux colons.

### Le déclin du ministère
La fin de la Grande Dépression annonce la fin du projet de la colonisation. Bien que l’Union nationale conserve dans son discours l’idéal d’un Canada français rural, le gouvernement s’intéresse davantage à la mise en valeur des ressources naturelles par les grandes entreprises américaines qu’au développement du territoire agricole. Le ministère conserve ses différentes primes et subventions, mais ne se lance plus dans de grandes campagnes comme celles qu’on a connues pendant la Grande Dépression. La professionnalisation de l’industrie forestière fait perdre un revenu d’appoint important aux colons, ce qui diminue d’autant plus l’attrait de la terre pour les urbains.

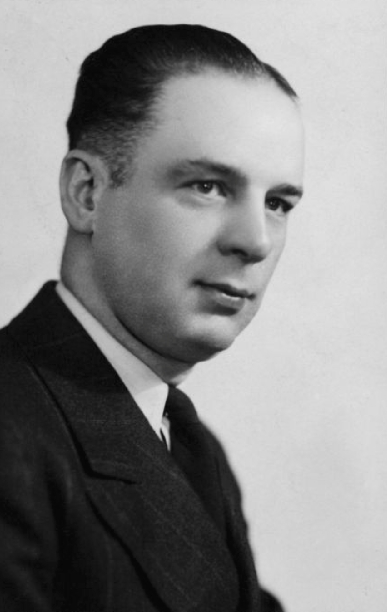
Joseph-Damase Bégin détient le plus long mandat comme ministre de la Colonisation, de 1944 à 1960.

Le ministère de la Colonisation se retrouve à nouveau dans la tourmente après le retour au pouvoir du Parti libéral en 1960. Le nouveau gouvernement met sur pied la Commission royale d’enquête sur la moralité dans les dépenses publiques, aussi connue sous le nom de commission Salvas (du nom de son président Élie Salvas). L’objectif est de faire la lumière sur les pratiques électorales douteuses de l’Union nationale. Le ministère de la Colonisation et son ancien titulaire Joseph-Damase Bégin figurent au premier rang des accusés. Un des rapports est entièrement consacré aux méthodes d’achat utilisées par le ministère. L’enquête établit la liste des principaux fournisseurs et conclut que tous majoraient leurs prix et versaient une commission à un intermédiaire appartenant à l’organisation de l’Union nationale. Le ministre Bégin est accusé d’avoir lui-même instauré cette façon de faire.
Dans les années 1960, le ministère de l'Agriculture et de la Colonisation se concentre sur la rentabilisation des secteurs rentables. Le rapport de la Commission royale d'enquête sur l'agriculture au Québec, déposé entre 1967 et 1969, recommande la consolidation du domaine agricole plutôt que son expansion. Plutôt que de chercher à ouvrir des terres nouvelles, on travaillera désormais à développer une agriculture concurrentielle, à identifier les débouchés pour les produits agricoles et à stabiliser les revenus des cultivateurs.
Normand Toupin est le dernier ministre de la Colonisation. Il occupe ce poste de 1970 à 1973. Le 6 juillet 1973, le portefeuille de la Colonisation est aboli et le ministère est rebaptisé simplement ministère de l’Agriculture. Le gouvernement se consacrera désormais au développement et au maintien du territoire agricole existant. Des protestations s’élèvent au sein de l’Union nationale, alors opposition officielle, qui considère que le gouvernement abandonne sa responsabilité à l’égard des régions rurales. Le député Clément Vincent de Nicolet propose plutôt de rebaptiser le ministère de l’Agriculture et de l’Aménagement rural, suggestion non retenue.

## Liste des ministres
| Ministère                                 | Titulaire                                  | Assermentation   |
| ----------------------------------------- | ------------------------------------------ | ---------------- |
| Agriculture et Colonisation (Commissaire) | Honoré Mercier                             | 8 mai 1888       |
| Agriculture et Colonisation (Commissaire) | William Rhodes                             | 7 décembre 1888  |
| Agriculture et Colonisation (Commissaire) | Honoré Mercier                             | 30 juin 1890     |
| Agriculture et Colonisation (Commissaire) | Louis Beaubien                             | 21 décembre 1891 |
| Colonisation et Mines (Commissaire)       | Thomas Chapais (conseiller législatif)     | 12 janvier 1897  |
| Colonisation et Mines (Commissaire)       | Adélard Turgeon                            | 26 mai 1897      |
| Colonisation et Travaux publics           | Lomer Gouin                                | 2 juillet 1901   |
| Colonisation et Travaux publics           | Dominique Monet (intérim)                  | 4 février 1905   |
| Colonisation et Travaux publics           | Louis-Jules Allard (conseiller législatif) | 23 mars 1905     |
| Colonisation, Mines et Pêcheries          | Jean Prévost                               | 3 juillet 1905   |
| Colonisation, Mines et Pêcheries          | Charles Ramsay Devlin                      | 17 octobre 1907  |
| Colonisation, Mines et Pêcheries          | Honoré Mercier (fils)                      | 29 avril 1914    |
| Colonisation, Mines et Pêcheries          | Joseph-Édouard Perrault                    | 25 août 1919     |
| Colonisation, Mines et Pêcheries          | Hector Laferté                             | 24 avril 1929    |
| Colonisation                              | Irénée Vautrin                             | 25 juillet 1934  |
| Colonisation                              | Hector Authier                             | 13 mars 1936     |
| Colonisation                              | Henry Lemaître Auger                       | 26 août 1936     |
| Agriculture et Colonisation               | Adélard Godbout                            | 8 novembre 1939  |
| Colonisation                              | Cléophas Bastien                           | 5 novembre 1942  |
| Agriculture et Colonisation               | Adélard Godbout                            | 12 février 1943  |
| Colonisation                              | Joseph-Damase Bégin                        | 30 août 1944     |
| Agriculture et Colonisation               | Alcide Courcy                              | 5 juillet 1960   |
| Agriculture et Colonisation               | Clément Vincent                            | 16 juin 1966     |
| Agriculture et Colonisation               | Normand Toupin                             | 12 mai 1970      |